# 大奖赛超级系列赛
大奖赛超级系列赛（英語：Grand Prix Super Series）是1970年至1989年大奖赛网球巡回赛和世界网球锦标赛巡回赛的一部分。它们每年在欧洲、北美、非洲和亚洲举行一次。这些赛事是继经典赛和大奖赛年终总决赛之后大奖赛网球巡回赛中最负盛名和最高水平的赛事。 从1970年到1977年，他们先后六次改名，分别是一级赛事、B级赛事、A级赛事、AA级赛事、五星赛事和六星赛事， 直到1978年到1989年，他们才最终定名为“超级系列赛”。
当大奖赛网球巡回赛和世界网球锦标赛巡回赛逐渐合并，职业网球联合会(ATP)在1990年成为男子网球的唯一管理机构时，所有现存的大奖赛都被纳入新的ATP巡回赛，当时的9个顶级赛事目前被称为ATP世界巡迴賽1000大師賽。

## 历史
大奖赛网球巡回赛的构想是由前世界排名第一的选手杰克·克雷默在1968年提出的。他提出了“一系列带有奖金池的网球赛事，奖金池将根据累积积分系统进行划分”，并“鼓励球员定期参加该系列比赛，并在巡回赛赛季结束时获得参加最特别赛事的资格”，这一制度形成了男子职业比赛的基础。由Lamar Hunt和David Dixon于1968年创立的世界网球锦标赛巡回赛（WCT）于1978年并入大奖赛网球巡回赛。然而由于一些争议，WCT从1982年到1984年退出大奖赛网球巡回赛，并起诉了组织男子网球巡回赛的男子网球委员会（WCT）在问题解决后，WCT在1985年重新纳入大奖赛。在经典赛和大奖赛年终总决赛之后，这些赛事在当时的地位是最高的。 在1970年至1989年的20年间，也有一些赛事退出了系列赛，不再是顶级网球赛事之一。

## 组成赛事
在1970年至1989年的20年间，大奖赛超级系列赛主要有以下赛事构成，但每年也有一些其他赛事加入或者取消，当下还在组织的比赛用粗体标记。
- 1970–71: 悉尼国际赛
- 1970–73: 洛杉矶公开赛（英语：Los Angeles Open (tennis)）
- 1970–74: 南非公开赛（英语：South African Open (tennis)）
- 1970–77: 美国职业网球锦标赛（英语：U.S. Pro Tennis Championships）
- 1970–80, 1984–89: 斯德哥尔摩网球公开赛
- 1970–71, 1976–89: 温布利锦标赛（英语：Wembley Championships）
- 1970–86: 美国职业室内网球赛（英语：U.S. Pro Indoor）
- 1970–89: 蒙特卡洛大师赛
- 意大利公开赛
- 1972–81: 阿兰·金网球精英赛（英语：Alan King Tennis Classic）
- 1973–77: 美国男子泥地网球锦标赛
- 1974–75: 诺丁汉公开赛
- 1974–77: 华盛顿公开赛
- 1978–89: 德国网球公开赛
- 加拿大公开赛
- 1978–88: 东京室内赛（英语：Tokyo Indoor）
- 1981–89: 辛辛那提大师赛
- 1982–85: WCT冠军巡回赛（英语：WCT Tournament of Champions）
- 1986–89: 迈阿密公开赛
- 1987–89: 印第安维尔斯大师赛
- 1989: 巴黎大师赛